# Czarna Dąbrówka (Szemud)
Czarna Dąbrówka (daw. Czarna Dąbrowa kaszb. Czôrnô Dãbrowa) – część wsi Szemud w Polsce, położona w województwie pomorskim, w powiecie wejherowskim, w gminie Szemud, w pobliżu drogi wojewódzkiej nr 224 i na północ od jeziora Czarnego.
W latach 1975–1998 Czarna Dąbrówka administracyjnie należała do województwa gdańskiego.